# New moment galerija
Galerija New Moment – Ideas Gallery se bavi oblastima savremenog dizajna, advertajzinga i komunikacije. Galariju je osnovao 1995. godine Dragan Sakan, jedan od pionira advertajzinga u Srbiji. Njegova velika želja bila je da umetnost učini dostupnom svima, pružajući nam inspiraciju, jer „ideje su svuda oko nas“.
Galerija je deo New Moment marketinške agencije, jedne od vodećih na ovim prostorima.

## Počeci
Galerija je svakako ispunila svoj cilj, nudeći umetnost legendarnih svetskih umetnika dostupnom i besplatnom svima koji žele da je pogledaju, osete i dožive na svoj način. Od 2004. godine, Galerija doživljava svoj procvat i postaje kultno mesto u Beogradu gde se mogu pogledati odabrane postavke pravo sa zidova najpoznatijih muzeja širom sveta. Od tada, pa sve do danas, u Galeriji New Moment organizovano je preko 500 umetničkih događaja.
Ova renomirana beogradska galerija, koju prof. dr Ratko Božović s razlogom naziva „magnetičnim mestom“, postala je neizostavna stanica mnogih Beograđana koji svraćaju da osete deo te magije koje samo mesto pruža, ali i ozbiljnih ljubitelja umetnosti jer znaju da mogu da očekuju dela najpoznatijih svetskih i domaćih umetnika.

## Najvažnije izložbe
Jedna od najuspešnijih izlagačkih sezona bila je 2013. godina, kada je u Galeriji postavljena izložba „4 mačora“, grafike Pikasa, Miroa, Dalija i Tapiesa, koja je bez premca bila proglašena umetničkim događajem godine, a videlo ju je preko 20.000 ljudi tokom mesec dana.
Ništa manje uspešna nije bila ni 2014. godina, sa izložbom „Američki Pop Art“ gde je predstavljena kolekcija grafika najčuvenijih američkih predstavnika ovog pravca – Endija Vorhola, Roja Lihtenštajna, Roberta Raušenberga, Džona Čemberlena, Džejmsa Rozenkvista i Toma Veselmana. I ova izložba je proglašena kulturnim događajem te godine.
Septembra iste godine održana je još jedan vrlo zanimljiva i posećena izložba: „Helmuth Newton i erotska fotografija“, koja je predstavila najistaknutije svetske autore erotske fotografije, kao što su: Helmut Newton, Ralph Gibson, Nan Goldin, Jeanloup Sieff, Man Ray, Greg Goreman, Sam Taylor Wood, Nobuyoshi Araki.

## Nova izlagačka koncepcija
Marta meseca 2015. Galerija New Moment je, predstavivši prvi deo svoje stalne postavke, najavila novu koncepciju izlagačke delatnosti, koja će u naredom periodu biti fokusirana prvenstveno na dela savremenih srpskih i jugoslovenskih eminentnih umetnika.
Predstavljajući javnosti ovu jedinstvenu zbirku umenitničkih dela, Lazar Sakan, umetnički direktnor Galerije, rekao je:
„U narednom periodu imamo želju da Galerija dobije svojstva savremene institucije koja će negovati i pomagati umetnost i umetnike. Galerija će imati svoju stalnu prodajnu postavku, a želja nam je da se ona menja i poboljšava. Naglasak je na kvalitetu umetničkih radova i to je osnovna nit koju želimo da održavamo. Tokom godine, osim stalne postavke, Galerija New Moment će  organizovati izložbe umetnika iz zemlje i inostranstva i nastojaće da prati tokove savremenih umetničkih tendencija.“
U prodajnom fondu Galerije nalaze se dela najistaknutijih stvaralaca sa prostora bivše Jugoslavije, ali i dela svetski poznatih imena, poput Ljube Popovića, Vladimira Veličkovića, Joža Ciuhe, Dušana Džamonje, Milije Belića, Ere Milivojevića, Mrđana Bajića, Julija Knifera, Miodraga Dade Đurića, Marije Dragojlović, Halila Tikveše, Slobodanke Stupar, Petra Lubarde, Eda Murtića, Vangela Naumovskog, Olivere Kangrge, Branka Filipovića Fila, Ksenije Divjak, Kose Bokšan, Petra Omčikusa, Radomira Stevića Rasa, Eroa, Janeza Bernika, Radomira Damnjanovića Damnjana, Radovana Kragulja, Gere Urkoma, Gordana Nikolića, Ivana Grubanova, Saše Pančića, Dejana Kaluđerovića, Marine Marković, Damjana Kovačevića, Umetničke grupe IRWIN itd.
Tokom 2015. godine Galerija New Moment je priredila dve samostalne izložbe eminentnih umetnika: u junu izložbu fotografija Ere Milivojevića, pionira konceptualizma, i u oktobru izložbu Milije Belića, istaknutog predstavnika geometrijske apstrakcije i doktora estetičkih nauka, koji živi i radi u Parizu. Poseban kuriozitet bila je inauguracija Belićeve skulpture Arche, koja je postavljena na ulazu kao nov zaštitni znak Galerije New Moment.
Galerija New Moment se u najboljem svetlu predstavila i crnogorskoj publici u septembru 2015, izložbom izabranih dela u tivatskoj marini Porto Montenegro.
Početak izlagačke sezone 2016. godine obeležila je u martu izuzetno posećena izložba slika Gordana Nikolića, našeg nagrađivanog slikara i profesora Fakulteta likovnih umetnosti u Beogradu.
Za jesen 2016. predviđena je samostalna izložba Petra Mirkovića, mladog novosadskog umetnika koji je već stekao zavidan ugled na evropskoj kulturnoj sceni, a koga ekskluzivno zastupa Galerija New Moment.

## Ostale aktivnosti
Aktivnosti u Galeriji nisu ograničene samo na izlagačku delatnost i vizuelne umetnosti. U prijatnom ambijentu galerije održane su i neuobičajene i nesvakidašnje, ali vrlo posećene i pozitivno primljene promocije knjiga. Maja meseca 2016. u Galeriji je, uz okrugli sto i zanimljivu diskusiju, predstavljena „Enciklopedija straha“, kapitalno delo iz oblast medicine, psihijatrije, psihologije i društvenih nauka u najširem smislu, čiji je autor prof. dr Ljubomir Erić, inače veliki ljubitelj umetnosti i prijatelj Galerije.
Krajem septembra je u Galeriji predstavljena nova knjiga Ivana Tokina „Molekuli“, zbirka  od oko 140 kratkih priča – zabeleški iz života po kojima je Tokin i postao omiljen među čitaocima, a sredinom oktobra održana je i promocija knjige pesama „Čistina“ Ane Ristović, talentovane pesnikinje čije su pesme uvrštene i u svetske antologije poezije.
U februaru 2016. godine, u saradnji sa izdavačkom kućom Clio, organizovan je ciklus od šest književnih večeri sa pratećom izložbom, koji je izazvao veliku pažnju poštovalaca pisane reči.
U maju i junu 2016. održana su u Galeriji dva izuzetno posećena razgovora na temu – Strah, koje je osmislio i vodio prof. dr Ljubomir Erić, psihijatar i psihoanalitički psihoterapeut. Prvi gost bila je prof. dr Nevenka Tadić, neuropsihijatar i dečji psihoanalitičar, sa kojom je razgovarao o danas sve aktuelnijoj temi: „Strahovi kod dece“, a drugi sagovornik bio je akademik Vladeta Jerotić, sa temom: „Religija i strah“. Budući da su ovi razgovori izazvali veliko interesovanje, Galerija New Moment je za novu sezonu predvidela nastavak ovih inspirativnih večeri, sa zanimljivim gostima i temama iz oblasti nauke, kulture i umetnosti.

## Usluge
Galerija New Moment bavi se organizovanjem izložbi i aukcija, promocijom umetnosti i afirmacijom mladih autora, otkupom i prodajom slika afirmisanih i mladih umetnika, a kao posebna delatnost ističe se art konsalting.

## Spoljašnje veze
- Zvanična prezentacija Архивирано на веб-сајту  (27. јул 2015)
- http://www.artbizmag.com/vijesti/new-moment-galerija-ideja-magicno-mesto-gde-se-umetnost-zivi/ Архивирано на веб-сајту  (23. септембар 2016)